# Jean Bidaux
Jean Bidaux (Rouen, ...) è un giocatore di football americano francese che milita nel ruolo di wide receiver e tight end nei McGill Redmen e nella nazionale francese.
Dopo aver giocato nelle giovanili e nella prima squadra dei Léopards de Rouen si è trasferito in Canada, prima nella squadra del Cégep de Lévis-Lauzon, poi all'Università McGill.
Nel 2021 ha partecipato al Campionato europeo con la nazionale francese.